# Vương quốc Patani
Vương quốc Patani (chữ Jawi : كراجأن ڤتتاني Kerajaan Patani), hoặc gọi Sultan quốc Patani, là một cổ quốc ở bán đảo Mã Lai từ thế kỉ XV đến thế kỉ XVIII. Tạ Chí Đại Trường gọi nó là Tà-nê trong quyển "Lịch sử nội chiến ở Việt Nam" (từ năm 1771 đến năm 1802). Đây là vương quốc có lịch sử lâu đời nhất và được Hồi giáo hoá sớm nhất trong số các triều đại Mã Lai ở Malaya. Lãnh thổ của nó lấy tỉnh Pattani của Thái Lan ngày nay làm trung tâm. Cư dân chủ yếu là người Mã Lai nói tiếng Jawi, tôn sùng tín ngưỡng Hồi giáo Sunni. Patani kiến quốc vào khoảng năm 1474, bị Xiêm La diệt vong vào năm 1786.

## Lịch sử
Ở phía bắc bán đảo Mã Lai và miền nam Thái Lan tồn tại vương quốc Langkasuka từ thế kỉ II đến thế kỉ XIV, bao gồm ba bang Kedah, Kelantan và Terengganu thuộc Malaya, cùng với bốn tỉnh Pattani, Yala, Songkhla và Satun thuộc Thái Lan ngày nay. Vương quốc này lấy Ấn Độ giáo làm quốc giáo trong những năm đầu dựng nước, đạt đến đỉnh cao thịnh vượng kinh tế vào thế kỉ VI và VII, nhưng sau đó suy giảm vai trò là một trung tâm thương mại chủ yếu. Tình hình chính trị cho thấy, với cuộc xâm lược của vương triều Chola vào thế kỉ XI, vương quốc Langkasuka không còn là thương cảng quan trọng của các thương nhân. Tuy nhiên, phù sa ven biển là nguyên nhân chủ yếu khiến nó suy bại, bằng chứng là phần lớn các di chỉ quan trọng của vương quốc Langkasuka đều ở trong khu vực đất liền nằm cách biển khoảng 15 km.
Vào thế kỉ XIII, vương quốc Langkasuka trở thành chư hầu của vương quốc Srivijaya - đế quốc Ấn Độ giáo và Phật giáo, và lại dời đô đến Palembang, rồi thành lập Vương quốc Patani. Vương quốc Srivijaya kiểm soát hoạt động thương mại ở biển Đông và thu phí thông hành đối với mọi hoạt động thương mại đi qua eo biển Malacca. Văn hoá Malaya có ảnh hưởng rất lớn đến đế quốc Khmer và thành cổ Nakhon Pathom.
Đế quốc của Hồi giáo đã đặt nền móng vào giữa thế kỉ XIII, lúc đó Patani do Raja Sri Wangsa (Ismail Shah - tên lúc cải sang Hồi giáo) đặt tên, truyền thuyết địa phương kể rằng mọi chuyện bắt đầu khi anh ta chỉ vào một địa điểm trên bờ biển phía đông của bán đảo Mã Lai, nơi anh ấy sẽ dời đô và hét lên "Pantai Ini (Hãy cho chúng con lập quốc ở bãi biển này)". Theo một truyền thuyết khác, nó được gọi là như vậy bởi vì trước khi dời đô, một nhà hiền triết tên là Pak Tani (nghĩa là chú Tani) đã từng sống ở đó. Một truyền thuyết khác cho rằng Patani cùng thuộc về vương quốc Pan Pan. Trong mọi trường hợp, thủ đô tại thời điểm chuyển giao không phải là huyện Mueang Pattani, tỉnh Pattani ngày nay, mà là khu vực xung quanh nhà thờ Hồi giáo Krue Se. Vương quốc Patani được coi là vương quốc Hồi giáo lâu đời nhất trong số các triều đại Mã Lai.
Vào thế kỉ XIII, vương quốc Patani bắt đầu thần phục vương triều Sukhothai, kế tiếp là thần phục vương triều Ayutthaya. Tuy nhiên, ngoài việc triều cống ra, nội chính vẫn độc lập, hễ gặp tình hình người Thái suy yếu, lập tức làm phản.
Patani nằm ở đồng bằng gần biển, nắm giữ vị trí xung yếu của hải trình đông tây, có thông thương qua lại với Trung Quốc và Ấn Độ vào thời cổ đại, người Hoa lưu trú tại đây rất nhiều. Trước thế kỉ XVI, những chiếc thuyền buồm từ Trung Quốc vận chuyển đường dài các mặt hàng như gốm sứ và tơ lụa, đồ dệt may đến từ Ấn Độ, cùng với các thổ sản khác như hồ tiêu, đồ quý ở các nước sát gần Patani đều tập hợp ở đây, trao đổi lẫn nhau. Các thương nhân địa phương đem hàng hoá vận chuyển đến các nơi như Java, Sumatra và Makassar ở Sulawesi.
Người Bồ Đào Nha là người đầu tiên đặt quan hệ thương mại với Patani, thương nhân người Hà Lan và người Anh nối gót theo sau. Năm 1511, vương quốc Malacca rơi vào tay người Bồ Đào Nha, từ lúc các trung tâm thương mại của thương nhân người Hồi giáo chuyển đến Pattani, những thương nhân người Ấn Độ theo đạo Hồi đến thăm vương quốc Patani thường xuyên hơn trước. Năm 1516, nhà thám hiểm người Bồ Đào Nha Manuel Godinho de Erédia đặt chân lên Pattani, từ đó vương quốc Patani được phương Tây biết đến. Năm 1535, quan chỉ huy người Bồ Đào Nha Henrique Mendes dẫn đạo hai chiếc thuyền buồm trong hành trình từ Patani trở về Malacca, đã đánh bại cuộc bao vây của cướp biển Java do thủ lĩnh cướp biển Arya Kadih (Ericatim) cầm đầu trong hải chiến Patani, đã mở rộng sức ảnh hưởng của người Bồ Đào Nha tại Đông Nam Á. Năm 1601, công ti Đông Ấn Hà Lan thiết lập thương quán đầu tiên tại chỗ này, năm 1612, các tàu buôn của công ti Đông Ấn Anh cũng đến đây thông thương, và lập ra thương quán.
Thế kỉ XVI chứng kiến sự trỗi dậy của Miến Điện, quốc gia này đã gây chiến với vương quốc Ayutthaya dưới sự thống trị của vương triều Taungoo - một triều đại hiếu chiến. Cuộc bao vây lần thứ hai (1563 - 1564) do vua Bayinnaung chỉ huy đã buộc quốc vương Thái Lan Maha Chakkraphat phải đầu hàng vào năm 1564. Quốc vương Patani Mudhaffar Shah đã giúp đỡ người Miến Điện tấn công Ayutthaya vào năm 1563, nhưng ông chết đột ngột trên đường trở về Patani vào năm 1564.
Patani vào khoảng thời gian này do nữ hoàng lãnh đạo, đạt đến thời kì hoàng kim dưới triều đại của bốn nữ hoàng sau: Raja Hijau (1584-1616), Raja Biru (1616-1624), Raja Ungu (1624-1635) và Raja Kuning (1635-1649). Bốn nữ hoàng đều mâu thuẫn với vương triều Ayutthaya, và lại tìm kiếm quân cứu viện từ vương quốc Pahang và vương quốc Johor. Đặc biệt là Yamada Nagamasa, một thương nhân người Nhật Bản được chính phủ Thai Lan cử đến để chiến đấu chống lại quân đội của Patani trong mối thù với Raja Ungu.
Có tài liệu chép rằng, số lượng người nhập cư từ khu vực Hoa Nam (được gọi là Hoa kiều) đã gia tăng, bị Hồi giáo hoá và phục vụ như một quan chức chính phủ. Hầu hết các văn bản chính thức gửi đến Nhật Bản đều do người Trung Quốc kí tên. Trong hoàn cảnh này, nó trở thành đối thủ thương mại của vương quốc Aceh ở phía bắc Sumatra.
Sau khi vương quốc Ayutthaya bị vương triều Konbaung của Miến Điện diệt vong, mặc dù vương quốc Patani hoàn toàn độc lập, nhưng vương triều Chakri, một triều đại của người Thái, được thành lập ở Băng Cốc, quốc vương Thái Lan Rama I đã tái chiếm Patani vào năm 1795 - 1796, và chia nó thành các tỉnh nhỏ. Năm 1902, trong Cải cách Chakri của vua Rama V, các tỉnh của Patani được đặt dưới sự thống trị trực tiếp của chính quyền trung ương Băng Cốc.
Năm 1909, Anh Quốc và Thái Lan kí kết hiệp ước Anh－Xiêm đem vương quốc Patani nguyên lúc đầu chia cắt, 60% thuộc về Thái Lan, 40% sáp nhập vào Malaya thuộc Anh.
Trong khoảng thời gian dài tới nay, kiểu chia cắt này tạo nên sự bất mãn cho các dân tộc Mã Lai địa phương, đồng thời đã chôn vùi gốc rễ của vấn đề dân tộc mà hậu thế sửa sai không hết được. Sự nhận thức về Hồi giáo của cư dân là một thảm hoạ, các cuộc bạo loạn và gây rối sau này liên tục không ngừng. Trong mấy năm qua, phong trào chủ nghĩa li khai mưu toan thành lập một nhà nước Hồi giáo Patani Darussalam, bao gồm ba tỉnh ở miền nam Thái Lan. Phong trào này đã phát sinh chuyển biến mãnh liệt kể từ sau năm 2001, dẫn đến cục thế căng thẳng vũ trang và thực thi lệnh giới nghiêm trên cả nước Thái Lan.